# Ушерско

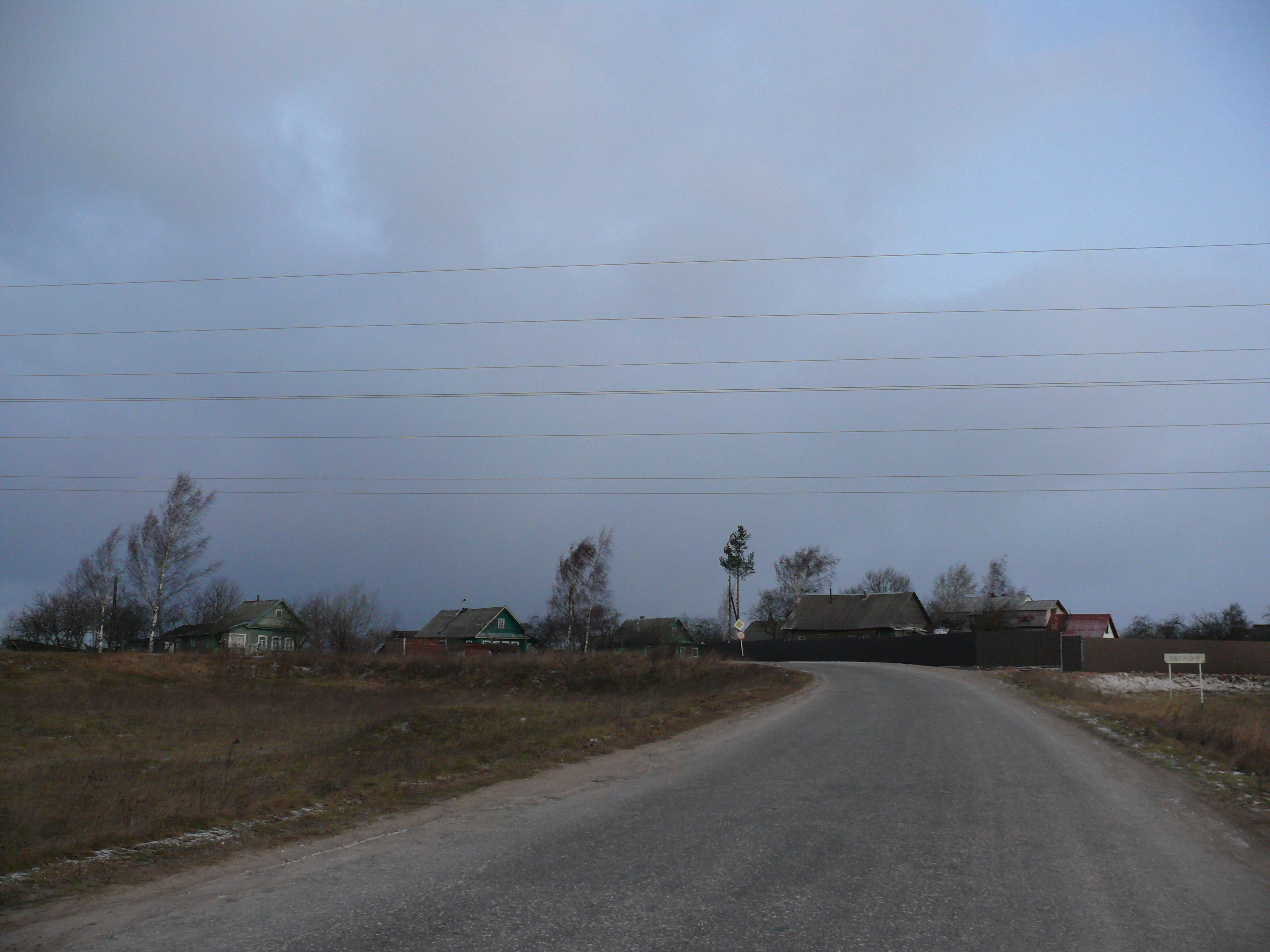
Въезд в Ушерско с южной стороны

Уше́рско — деревня в Новгородском районе Новгородской области, входит в состав Савинского сельского поселения.
Расположена в 5 км в востоку от Великого Новгорода, рядом с устьем реки Вишеры. В непосредственной близости от Ушерско проходит автодорога Великий Новгород—Москва (старый участок федеральной автомагистрали «Россия» (М10, E 105 Москва—Санкт-Петербург).
Ближайшие населённые пункты — деревни Волотово, Радиваново, Шолохово.

## История
В древности деревней владел располагавшийся неподалёку Николо-Островский монастырь. Он имел там «два дворцы» для монастырских служек. Затем Ушерско принадлежало Николо-Лядскому монастырю, который также имел в деревне двор для служек и «вклатчиков». В XIX веке в Ушерско проживали ямщики (как их тогда называли — охотники). Согласно письменным источникам ещё в конце XVI века ямщики, совместно с Николо-Лядским монастырём владели землями в этой местности.
В районе деревни, на Волотовом поле, имелась группа курганов (самая многочисленная в Новгородской округе). До настоящего времени они не сохранились, но их наличие засвидетельствовал известный историк З. Д. Ходаковский, работавший здесь в 1821 году. Согласно летописным записям, на Волотовом поле располагался холм с могилой древнего новгородского старейшины Гостомысла. Ходаковский провёл раскопки курганов, однако ожидаемого результата не получил.
Во время Великой Отечественной войны деревня в течение 2,5 лет находилась на линии фронта и значительно пострадала. После войны возродилась. До апреля 2014 года деревня входила в состав ныне упразднённого Волотовского сельского поселения.